# Lembung Timur
Lembung Timur is een bestuurslaag in het regentschap Sumenep van de provincie Oost-Java, Indonesië. Lembung Timur telt 3328 inwoners (volkstelling 2010).